# Basilika Santa Chiara (Neapel)

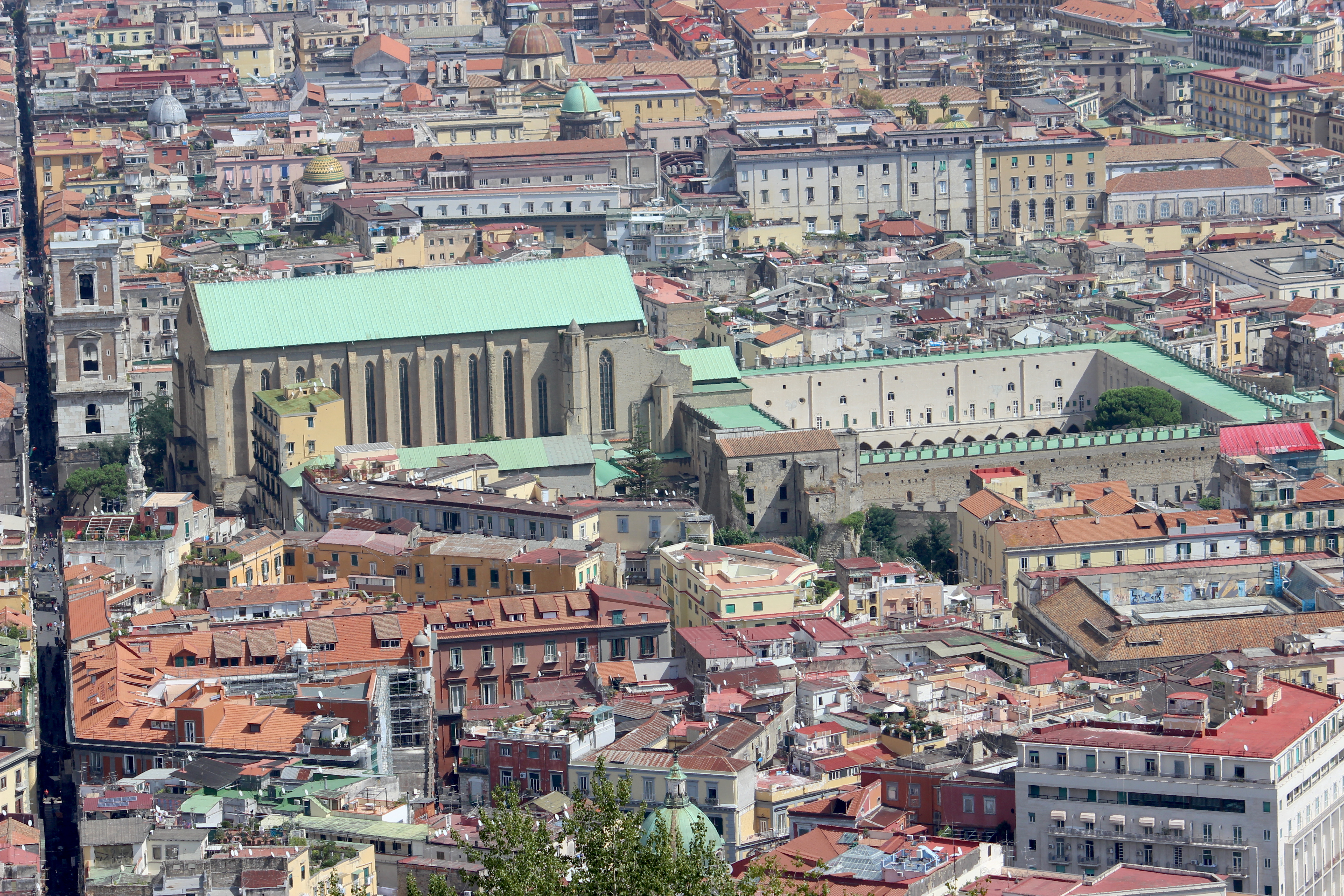
Basilica di Santa Chiara, gut zu erkennen an den grünen Kupferdächern

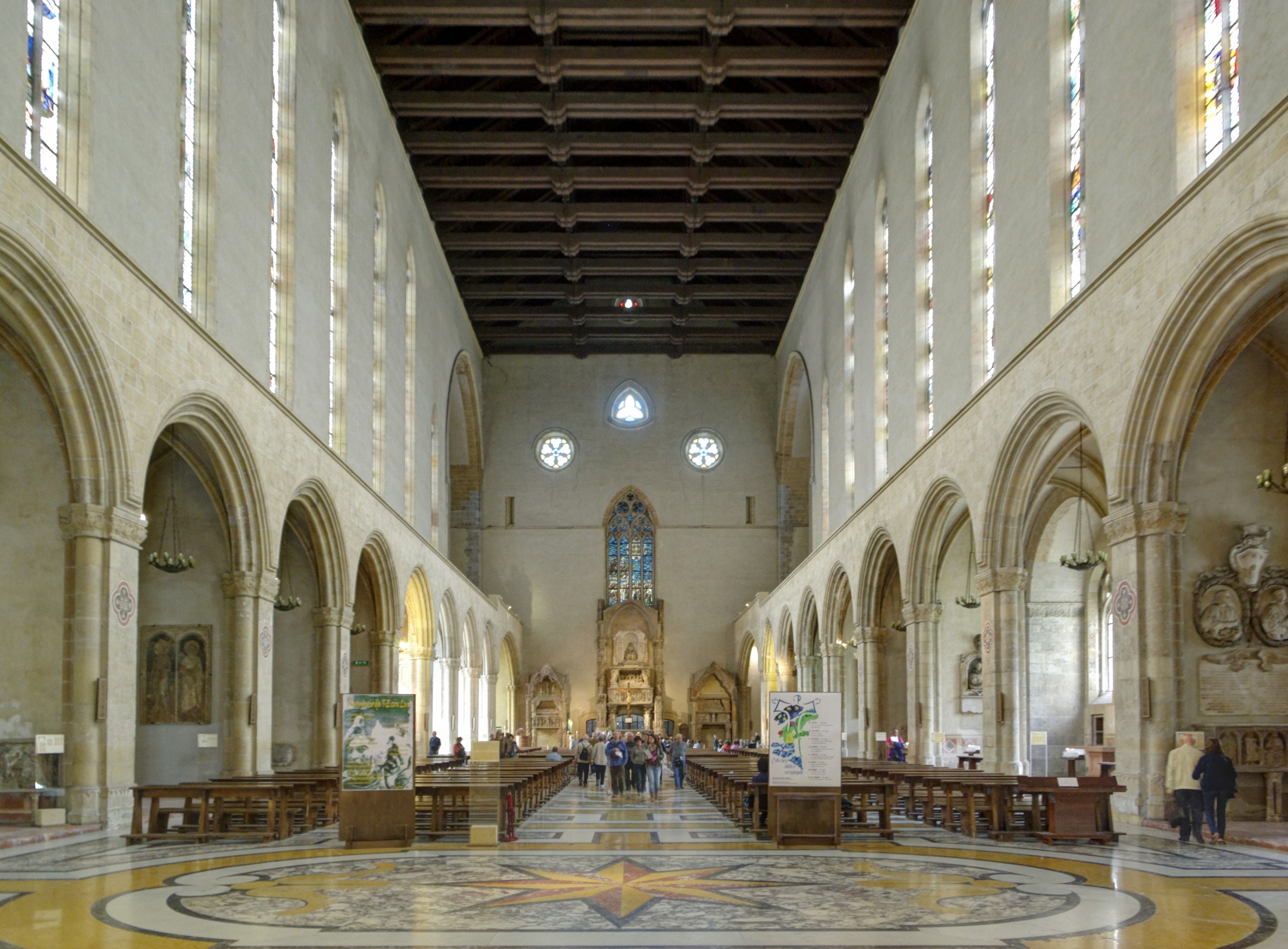
Innenansicht

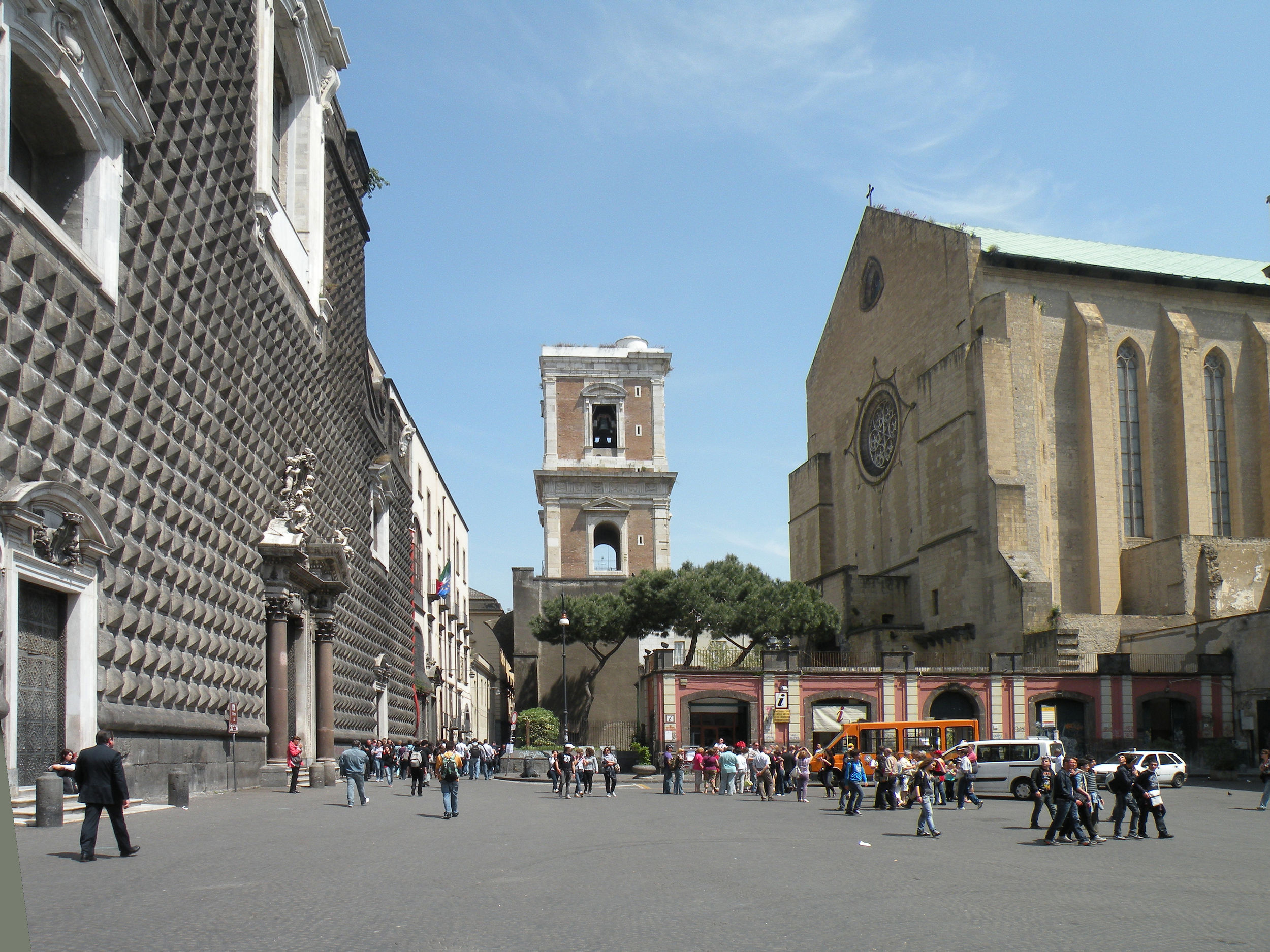
Piazza del Gesù Nuovo, rechts: Campanile und Kirchenschiff der Santa Chiara, links: Jesuitenkirche Gesù Nuovo

Santa Chiara (italienisch Basilica di Santa Chiara, auch Monastero di Santa Chiara) ist ein ehemaliger Klarissenkonvent in Neapel und umfasst die Kirche Santa Chiara, ein angrenzendes Kloster und ein Archäologisches Museum. Die Kirche ist Grablege von neapolitanischen Königen aus den beiden kapetingischen Dynastien Haus Anjou und Haus Bourbon-Sizilien.

## Geschichte

### Gotik und Barock
Das Kloster wurde 1310–1340 unter Robert von Anjou von Gagliardo Primario erbaut. Die ursprüngliche Kirche, ein zweistöckiger Saalbau mit Balkendecke und zahlreichen Seitenkapellen, wurde  im provenzalisch-gotischen Stil errichtet. Auch Giotto und seine Werkstatt arbeiteten in der Kirche an einigen Fresken. Der Campanile wurde nach mehreren Einstürzen erst 1604 vollendet. Im 18. Jahrhundert wurde die Kirche von Domenico Antonio Vaccaro durch zahlreiche Um- und Anbauten durchgreifend barockisiert.

### Zerstörung und Wiederaufbau
Bei den alliierten Luftangriffen auf Italien wurde die Basilika 1943 fast völlig zerstört. Giottos einst berühmte Fresken sind nur noch in Rudimenten erhalten.
1953 erfolgte der Wiederaufbau in Anlehnung an den ursprünglichen gotischen Stil, ohne die Barockisierungen. Die Idee dieser sog. Ent-Restaurierung geht auf den italienischen Architekten, Maler, Restaurator und Architekturhistoriker Roberto Pane  (1897–1987) zurück, der als einer der wichtigsten Theoretiker der Denkmalpflege gilt. Die im Stil der Gotik restaurierte neue Kirche basiert somit quasi auf einer Erfindung des 20. Jahrhunderts.

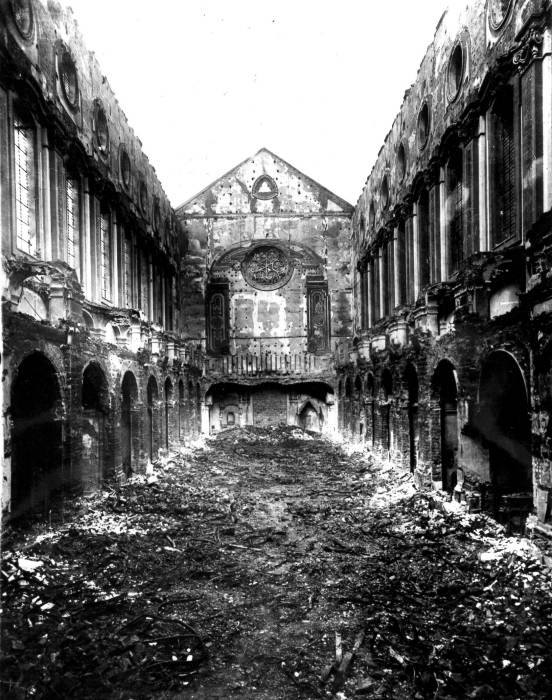
Die Basilika nach den Luftangriffen 1943
Grundriss des Gebäudekomplexes

## Ausstattung

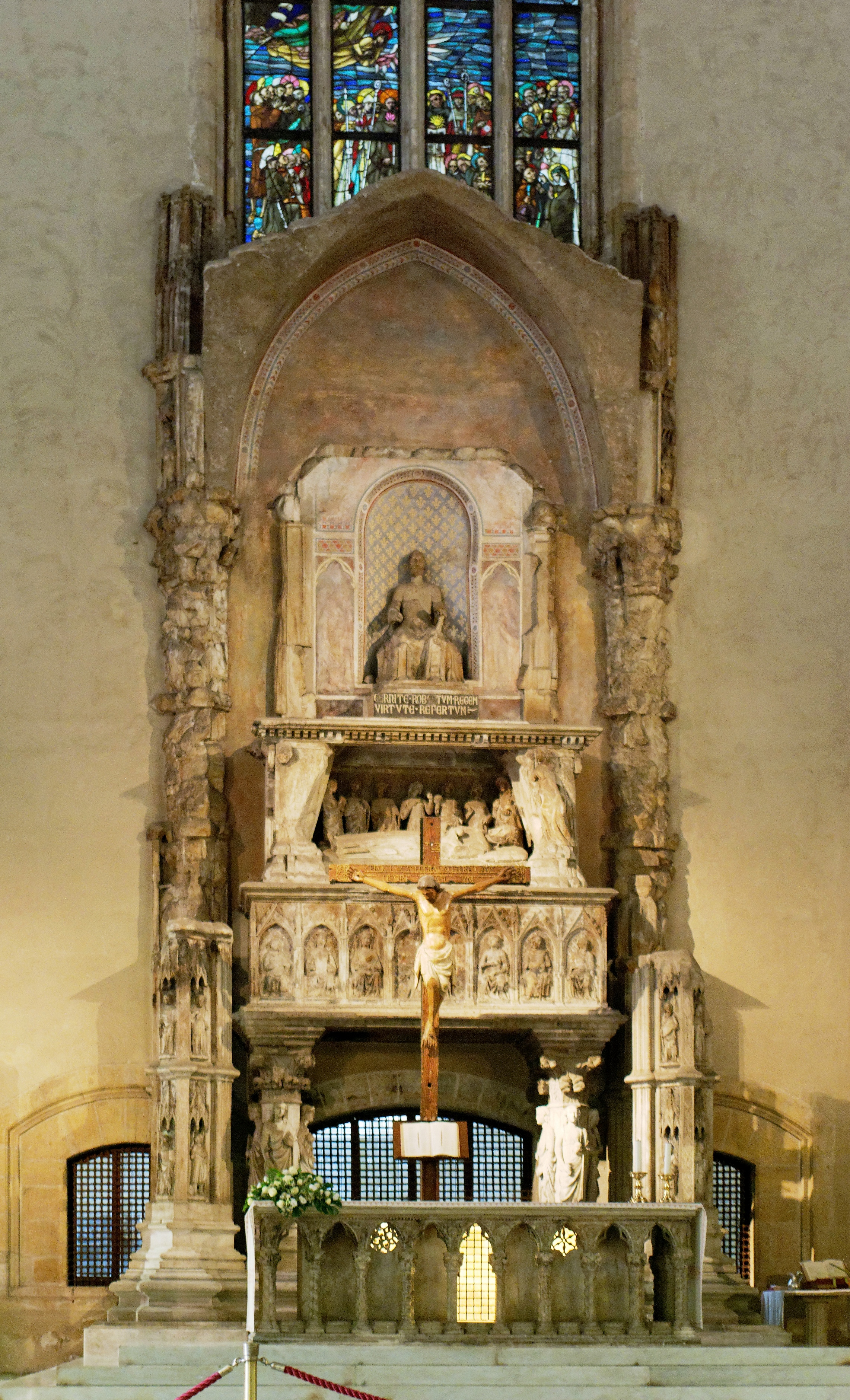
Grab von Robert von Anjou über dem Hochaltar

Die Kirche hat weder Querhaus noch Chor, eine Wand mit Fenstern schließt den Raum ab. Vier Mitglieder der Anjou sind in Grabmälern an der Altarwand bestattet. Darunter befindet sich auch das ursprünglich vierstöckige Grabmonument von Robert von Anjou, das als größtes Königsgrab in Neapel zwischen 1343 und 1345 von den florentiner Bildhauern Bertini geschaffen wurde. Die meisten der Grabmonumente schuf Tino di Camaino.

## Kreuzgang

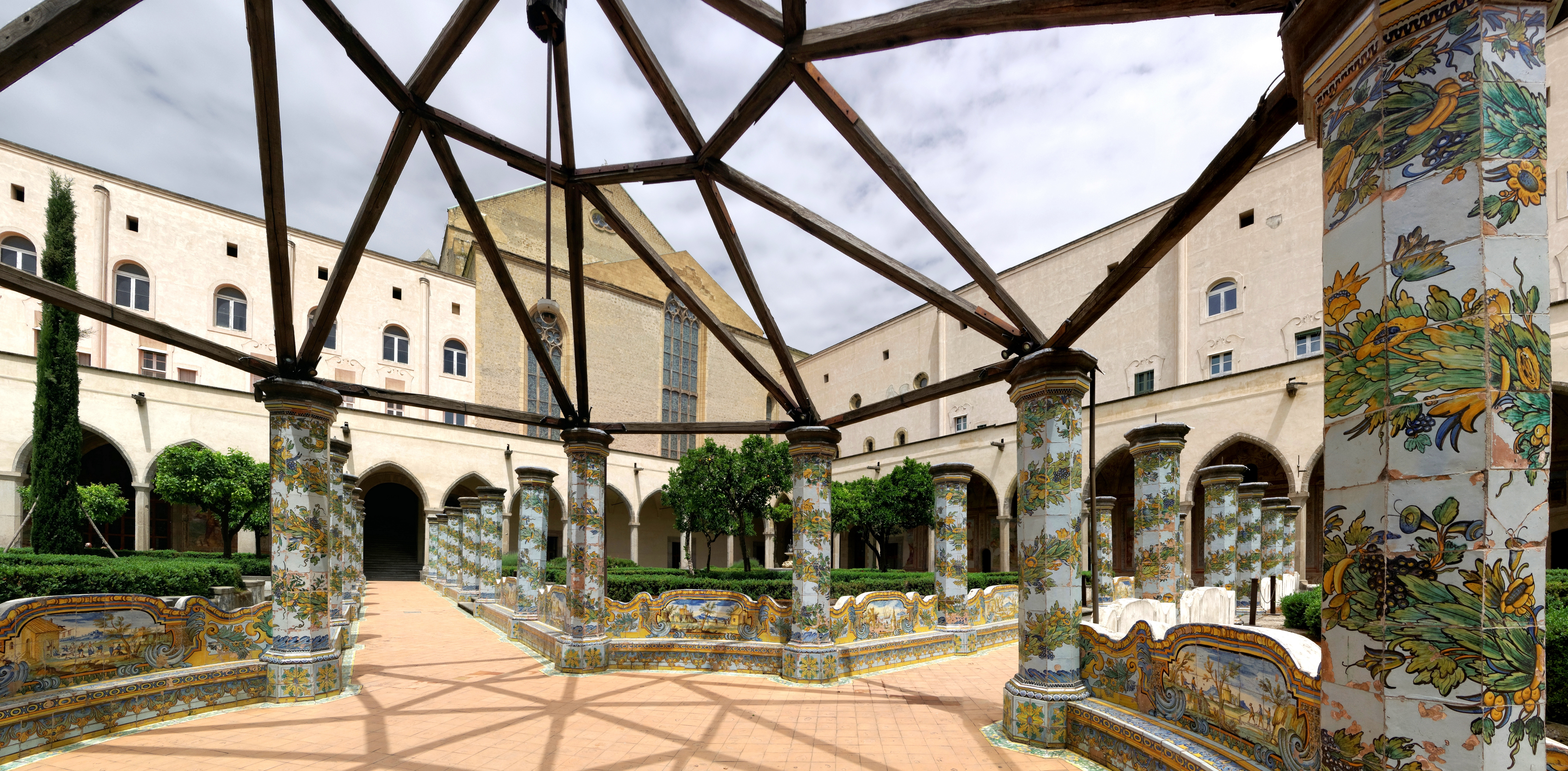
Kreuzgang

Eine besondere Sehenswürdigkeit ist der Kreuzgang (Chiostro delle Maioliche), der als einer der schönsten in Kampanien angesehen wird. Er wurde um die Mitte des 14. Jahrhunderts angelegt und 1739–1740 als Innenhof mit zentralem Wegekreuz umgebaut. Er wurde dabei mit einem Brunnenhaus, Begrenzungsmauern, Stützen und Bänken ausgestattet, die vollkommen mit ornamentalen und figürlichen Majolikabildern bedeckt sind. Die Fliesen wurden von Donato und Giuseppe Massa geschaffen, Schüler des Francesco del Grue, der 1716 als Kriegsgefangener im Castello Nuovo eingekerkert war.

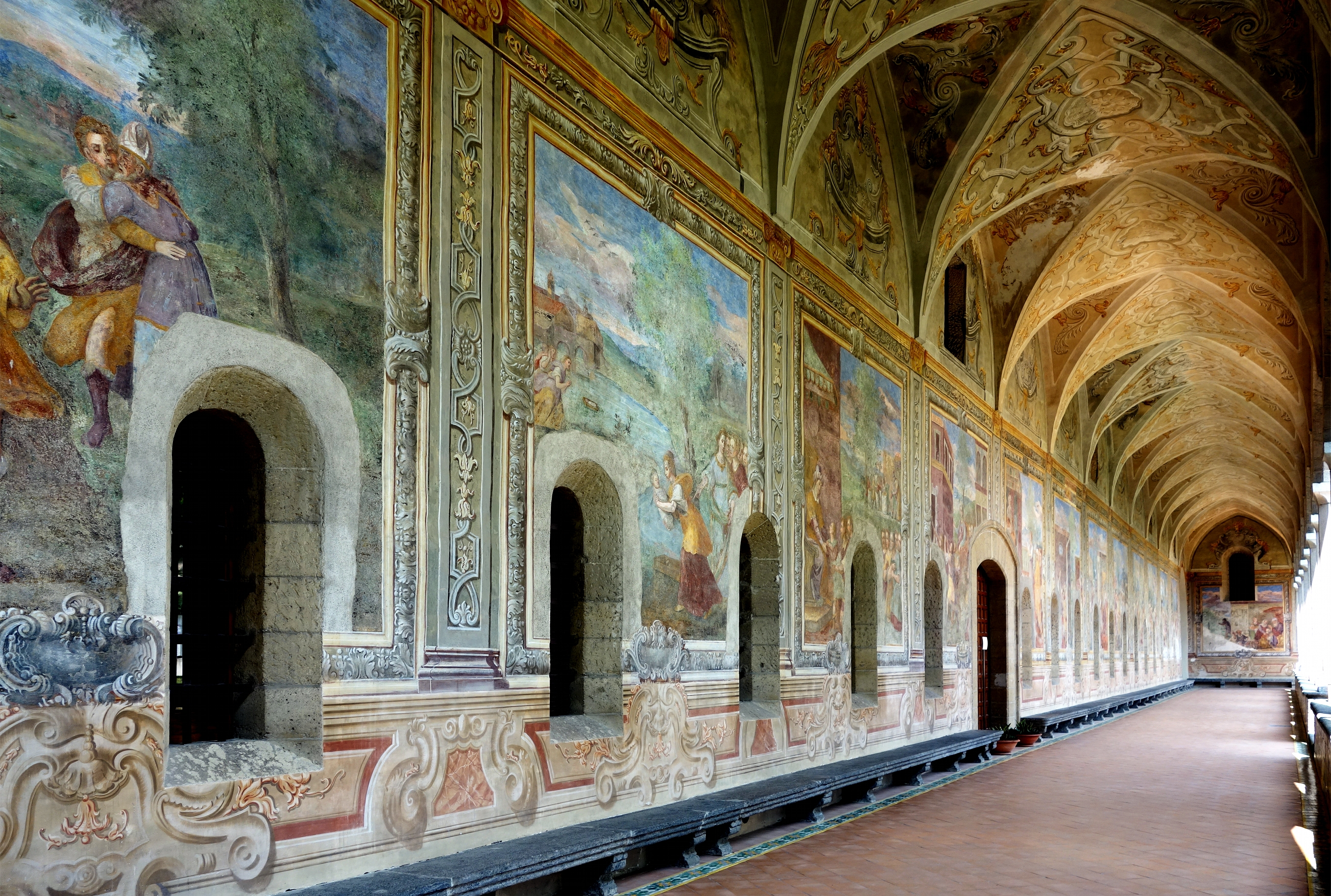
Mit Fresken ausgeschmückter Gang des Klosters
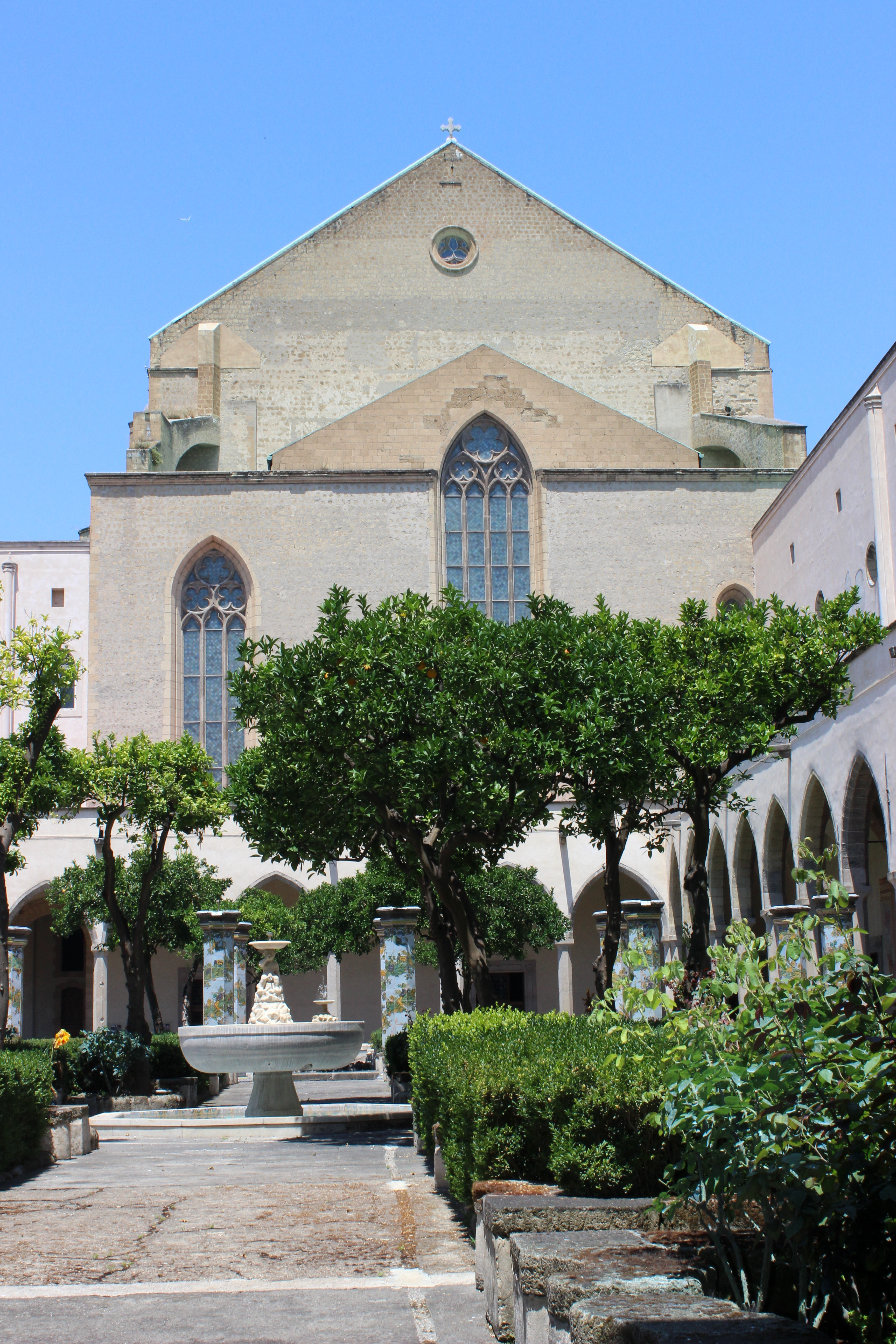
Blick auf die Basilika aus dem Kreuzgang
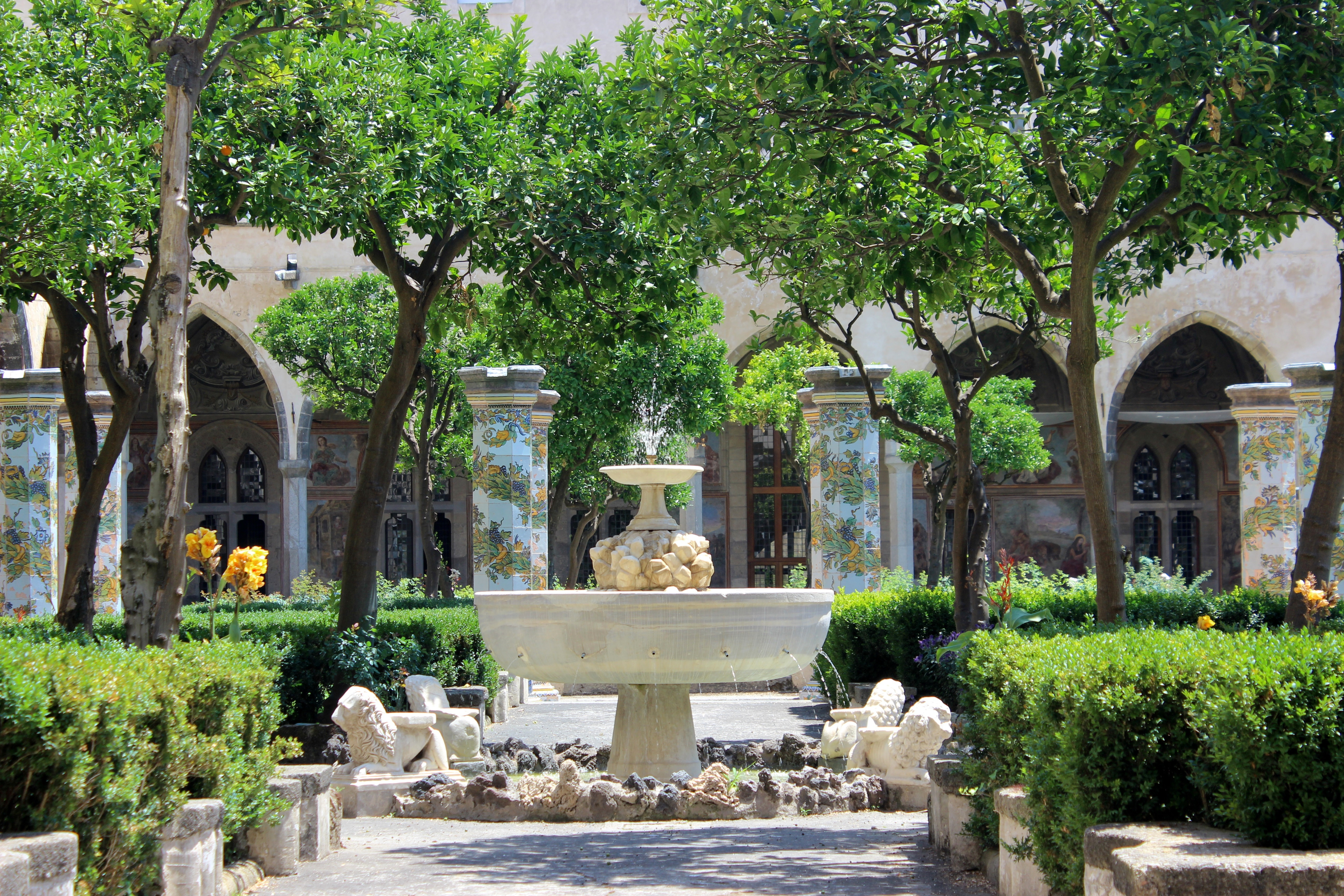
Zentraler Brunnen des Kreuzgangs
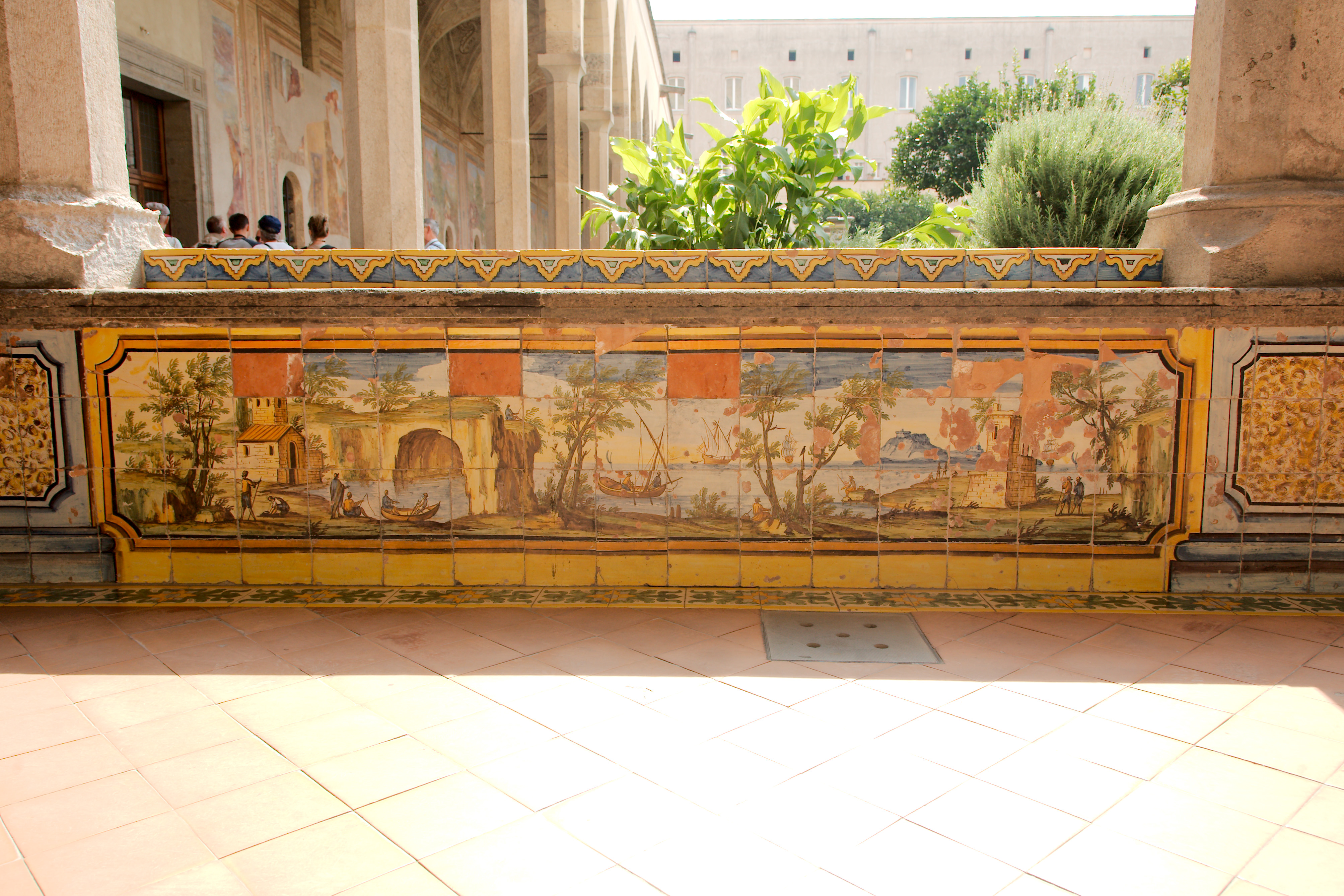
Fliesen im Innenhof des Klosters

## Orgel
Die Orgel wurde 1962 von Mascioni Orgelbau erbaut. Das Instrument ist auf zwei Orgelgehäuse links und rechts des Altars untergebracht. Es verfügt über 40 Register (2327 Pfeifen) auf drei Manualwerken und Pedal. Die Trakturen sind elektrisch.
| I Positivo C-c4 |       |
| Corno di notte  | 8′    |
| Flauto armonico | 4′    |
| Principale      | 4′    |
| Ottava          | 2′    |
| Quintina        | 1 ⁄3′ |
| Cromorno        | 8′    |
| Tremolo         |       |

| II Grand'Organo C-c4 |       |
| Principale           | 8′    |
| Corno camoscio       | 8′    |
| Flauto dolce         | 8′    |
| Ottava               | 4′    |
| Duodecima            | 2 ⁄3′ |
| Quintadecima         | 2′    |
| Ripieno V            | 1 ⁄3′ |
| Tromba               | 8′    |

| III Espressivo C-c4 |        |
| Principale          | 8′     |
| Bordone             | 8′     |
| Viola dolce         | 8′     |
| Fugara              | 4′     |
| Flauto camino       | 4′     |
| Nazardo             | 2 ⁄3′  |
| Flautino            | 2′     |
| Terza               | 1 3⁄5′ |
| Larigot             | 1 ⁄3′  |
| Ripienino V         | 2′     |
| Oboe                | 8′     |
| Tromba armonica     | 8′     |
| Tremolo             |        |

| Pedale C-g1 |     |
| Acustico    | 32′ |
| Basso       | 16′ |
| Principale  | 16′ |
| Subbasso    | 16′ |
| Basso       | 8′  |
| Principale  | 8′  |
| Bordone     | 8′  |
| Ottava      | 4′  |
| Principale  | 4′  |
| Flauto      | 4′  |
| Doublette   | 2′  |
| Fagotto     | 16′ |
| Fagotto     | 8′  |
| Fagottino   | 4′  |

## Grablege der Könige von Neapel-Sizilien

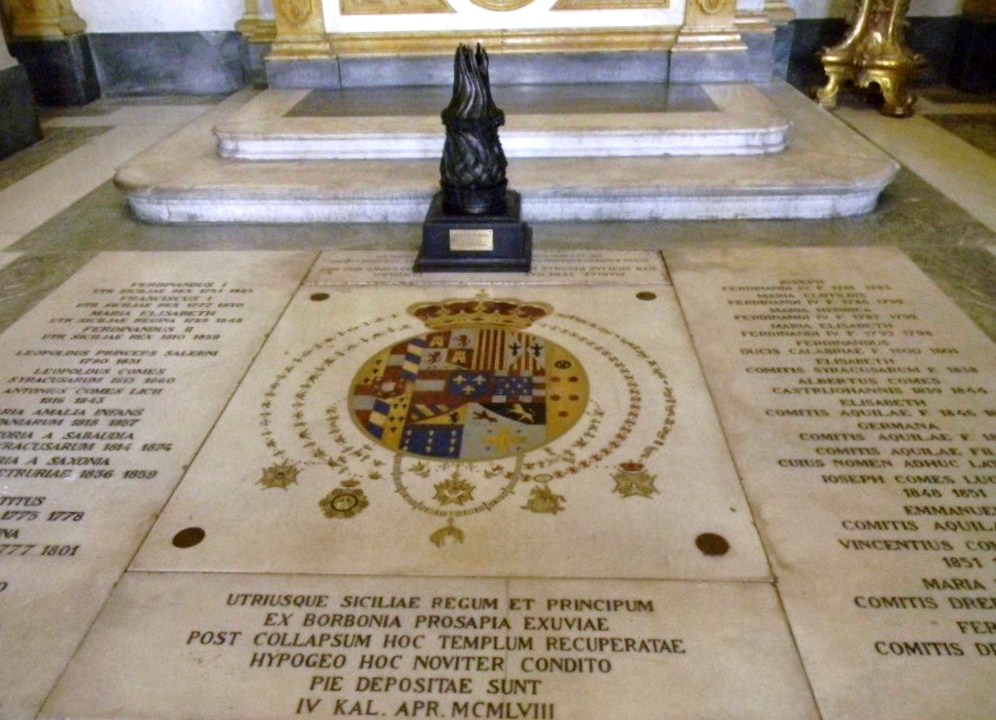
Gruft des Königshauses Bourbon-Sizilien

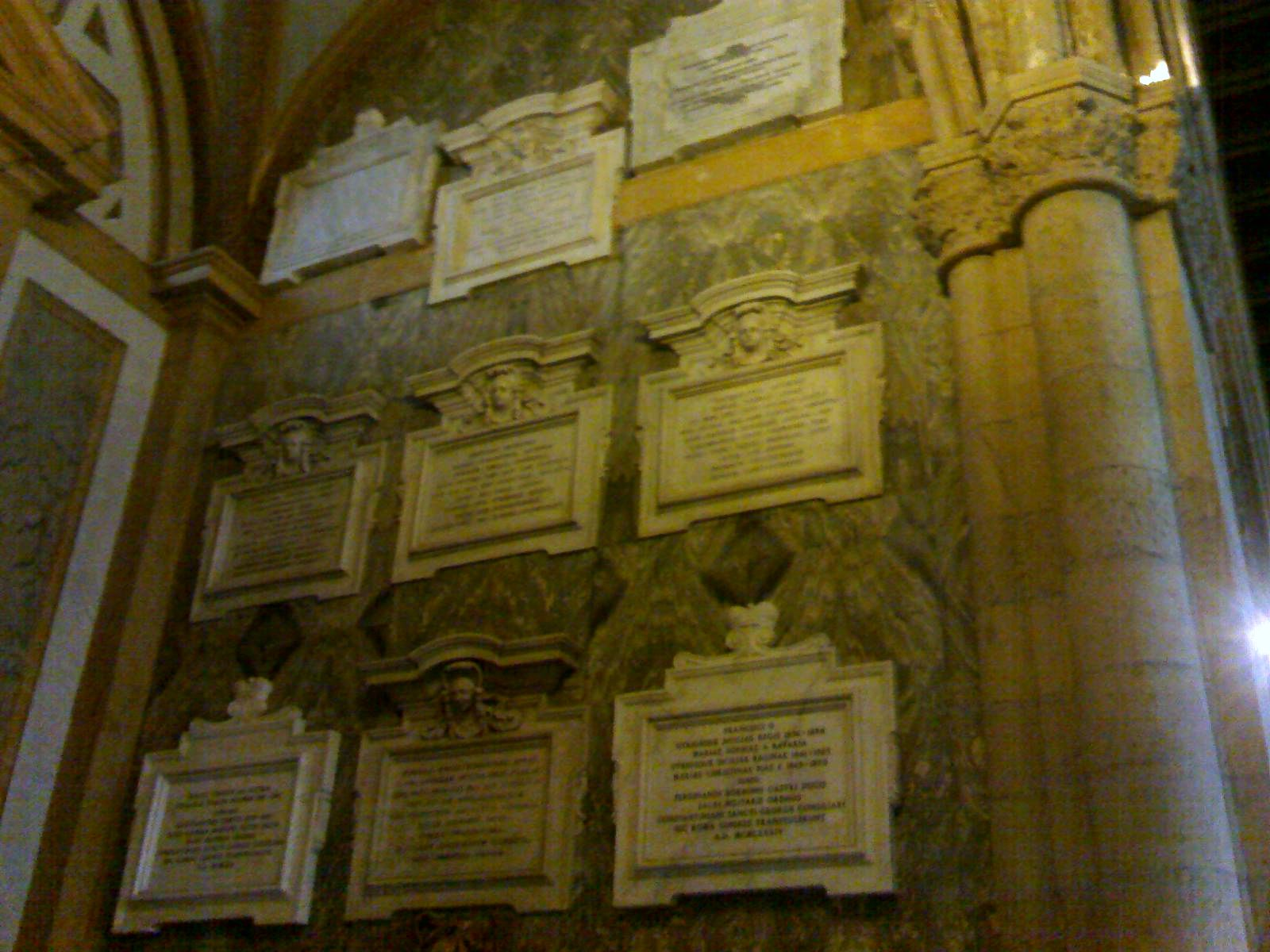
Bourbonengräber

Bedeutung erlangte die Kirche als Grablege der Könige von Neapel und Sizilien. Die hier beigesetzten Könige wurden unter dem Altar bestattet: 
- Ferdinand I., König beider Sizilien (12. Januar 1751 bis 4. Januar 1825)
- Franz I., König beider Sizilien (19. August 1777 bis 8. November 1830)
- Ferdinand II., König beider Sizilien (12. Januar 1810 bis 22. Mai 1859)
- Franz II., König beider Sizilien (16. Januar 1836 bis 27. Dezember 1894)

Die sterblichen Überreste ihrer Familienmitglieder befinden sich in einer der rechten Seitenkapellen der Kirche. Folgende 44 Personen liegen dort begraben:
- Prinzessin Maria Josefa (20. Januar bis 12. April 1742)   (Tochter von König Karl IV.)
- Prinzessin Maria Isabel (6. September 1740 bis 31. Oktober 1742)   (Tochter von König Karl IV.)
- Prinzessin Maria Isabel (30. April 1743 bis 17. März 1749)   (Tochter von König Karl IV.)
- Prinzessin Maria Teresa (29. November 1749 bis 29. April 1750)   (Tochter von König Karl IV.)
- Prinzessin Maria Anna (3. Juli 1754 bis 11. Mai 1755)   (Tochter von König Karl IV.)
- Prinz Carlo (4. Januar 1775 bis 17. Dezember 1778)   (Sohn von König Ferdinand I.)
- Prinzessin Anna (23. November 1775 bis 22. Februar 1780)   (Tochter von König Ferdinand I.)
- Prinz Giuseppe (18. Juni 1781 bis 19. Februar 1783)   (Sohn von König Ferdinand I.)
- Prinzessin Maria Cristina Amelia (17. Januar 1779 bis 26. Februar 1783)   (Tochter von König Ferdinand I.)
- eine unbenannte Prinzessin (19. Juli 1783)   (Tochter von König Ferdinand I.)
- Prinz Carlo Gennaro (12. April 1780 bis 2. Januar 1789)   (Sohn von König Ferdinand I.)
- Prinz Carlo (26. August 1788 bis 1. Februar 1789)   (Sohn von König Ferdinand I.)
- Prinzessin Clotilda (18. Februar 1786 bis 10. September 1792)   (Tochter von König Ferdinand I.)
- Prinzessin Enrichetta (31. Juli 1787 bis 20. September 1792)   (Tochter von König Ferdinand I.)
- Prinz Alberto (2. Mai 1792 bis 25. Dezember 1798)   (Sohn von König Ferdinand I.)
- Prinzessin Maria Isabella (2. Dezember 1793 bis 23. April 1801)   (Tochter von König Ferdinand I.)
- Prinz Ferdinando (27. August 1800 bis 1. Juli 1801)   (Sohn von König Franz I.)
- Maria Klementine von Österreich (24. April 1777 bis 15. November 1801)   (erste Gemahlin von König Franz I.)
- eine unbenannte Prinzessin (17. August 1819)   (Tochter von Prinz Leopoldo)
- Prinz Lodovico (19. Juli bis 7. August 1824)   (Sohn von Prinz Leopoldo)
- eine unbenannte Prinzessin (5. Dezember 1829)   (Tochter von Prinz Leopoldo)
- Christina von Savoyen, Königin beider Sizilien (14. November 1812 bis 31. Januar 1836)   (erste Gemahlin von König Ferdinand II.)
- Prinzessin Isabella (23.24. März 1838)   (Tochter von Prinz Leopoldo, Herzog von Syrakus)
- Prinz Antonio (23. September 1816 bis 12. Januar 1843)   (Sohn von König Franz I.)
- Prinz Alberto (17. September 1839 bis 12. Juli 1844)   (Sohn von König Ferdinand II.)
- ein unbenannter Prinz (1848)
- Prinzessin Germania (1848)
- Maria Isabel von Spanien, Königin beider Sizilien (6. Juli 1789 bis 13. September 1848)   (zweite Gemahlin von König Franz I.)
- Prinz Emanuele (24.26. Januar 1851)   (Sohn von Prinz Luigi, Graf von Aquila)
- Prinz Leopoldo, Herzog von Salerno (2. Juli 1790 bis 10. März 1851)   (Sohn von König Ferdinand I.)
- Prinz Giuseppe, Graf von Castro-Giovanni (4. März 1848 bis 28. September 1851)   (Sohn von König Ferdinand II.)
- Prinz Vincenzo (27. April 1851 bis 14. Oktober 1854)  (Sohn von König Ferdinand II.)
- Prinzessin Teresa (7. Januar 1855 bis 1. September 1856)   (Tochter von Francesco, Graf von Trapani)
- Prinzessin Amelia, Infantin von Spanien (4. November 1818 bis 6. September 1857)  (Gemahlin von Infant Sebastian von Spanien)
- Prinzessin Leopoline (22. Juli 1846 bis 14. Februar 1859)  (Tochter von Prinz Luigi, Graf von Aquila)
- Prinz Ferdinando (25. Mai 1857 bis 22. Juli 1859)
- Anna Maria von Sachsen, Großherzogin von Toskana (18361859)  (Gemahlin von Großherzog Ferdinand IV.)
- Prinz Leopoldo, Herzog von Syrakus (22. Mai 1813 bis 4. Dezember 1860)  (Sohn von König Franz I.)
- Maria Theresia Isabella von Österreich, Königin beider Sizilien (31. Juli 1816 bis 8. August 1867)  (zweite Gemahlin von König Ferdinand II.)
- Prinz Gennaro (28. Februar 1857 bis 14. August 1867)  (Sohn von König Ferdinand II.)
- Prinzessin Cristina (24. Dezember 1869 bis 28. März 1870)  (Tochter von König Franz II.)
- Prinz Leopoldo (24. September 1853 bis 4. September 1870)  (Sohn von Francesco, Graf von Trapani)
- Prinzessin Maria von Savoyen-Carignan (29. September 1814 bis 20. Januar 1874)   (Gemahlin von Prinz Leopoldo)
- Marie in Bayern, Königin beider Sizilien (4. Oktober 1841 bis 19. Januar 1925)  (Gemahlin von König Franz II.)